# 柚月美穂
柚月 美穂（ゆづき みほ、1985年4月3日 - ）は日本の女優、タレント、元グラビアアイドル。GMBプロダクション所属。

## 人物・来歴
- 趣味はジャズダンス、カポエラ、料理、カメラ、天体物理学、 ゲーム、ゆっくり風呂に入ること。
- 特技は、ジャズダンス、カポエラ、写真撮影、ホルン、ドラム、料理
- スマイルメーカーより、松竹芸能に移籍。2009年7月、松竹芸能からGMBプロダクションに所属事務所を移籍。
- 2010年4月から、文化放送「走れ!歌謡曲」（木曜深夜）のパーソナリティに就任。番組内でのキャッチコピー（愛称）は「夜明けのムーンライト」である。
- 2012年より、カメラマンとして、写真展を開催。その後スチールや映像編集なども手掛けている。
- 2015年10月27日付の自身のブログで、結婚したことを発表した[1]。結婚に伴いグラビアアイドルからは卒業。挙式は海外で行われた。
- 2021年4月4日付の自身のブログとインスタグラムで妊娠したことを発表した[2]。
- 2021年8月3日付の自身のインスタグラムで同年7月30日に女児を出産したことを発表した[3]。

## 出演

### バラエティ・情報番組
- やりすぎコージー（テレビ東京） - 5〜8代目やりすぎガール
- デジ屋台（TBS）
- 全力坂（テレビ朝日）
- ゲッチャTV!（ゲッチャTV!）
- 杉浦幸のぱちんこPARK（スカパー!）
- FUJIWARAのありがたいと思えッ!! - ゲスト
- J:COM HOMETOWN東葛リポーター（J:COM） - レギュラー
- ハピはぴ・モーニング〜ハピモ〜（千葉テレビ放送） - 金曜日コーナー「覗いてみよう法律事務所」レギュラー
- 熱血BO-SO TV生放送（千葉テレビ） - 準レギュラー
- エビス堂☆金（ゴールド）「旅情報コーナー」（秋田放送）
- 踊る!さんま御殿!!（日本テレビ） - 再現VTR
- 有田哲平の夢なら醒めないで（TBSテレビ） - 再現VTR：高橋由美子 役

### テレビドラマ
- パセリ（独立UHF系全13局） - 伊達奈緒子 役（レギュラー）
- ランブリングフィッシュ（KBS京都） - 萩原 役
- コンカツ・リカツ（NHK）
- 土曜ワイド劇場 法医学教室の事件ファイル30（テレビ朝日） - 佐伯智恵美 役
- ヘヴンズ・ロック 〜Heaven's Rock〜（関西テレビ） - ヒトミ 役
- 天使の代理人 エピソード4（2010年9月30日 - 10月5日、東海テレビ） - 武井知香 役
- CONTROL〜犯罪心理捜査〜 第7話（2011年2月22日、フジテレビ） - 服部沙紀 役
- 牙狼＜GARO＞〜MAKAISENKI〜♯3（テレビ東京） - 由美 役
- 鳳神ヤツルギ3（2012年10月 - 2014年3月、チバテレビ） - 橘かえで 役（レギュラー）
- タイムスクープハンター シーズン6 第15回「狙え！富くじ一獲千金」（NHK総合） - メイン
- 月曜ゴールデン 警視庁南平班〜七人の刑事〜8（2015年、TBSテレビ）
- トクチョウの女～国税局特別調査部～（フジテレビ）
- 闇の法執行人 #6（J:COMプレミアチャンネル）
- 警視庁岡部班2～多摩湖畔殺人事件～（TBSテレビ）

### 映画
- ワンダーフォーゲル（2007年、監督：森英人） - 高島みずほ 役
- 華鬼（2009年、監督：寺内康太郎） - 毬枝 役
- 劇場版「鳳神ヤツルギ 木更津超熱戦 燃え上がれヤツルギ魂」（2014年、監督：上倉栄治） - 橘かえで 役[4]
- 深夜カフェ[5]第二話「誕生日」（2016年、監督；佐々木友紀） - 主演 有希 役[6]
- 劇団6番シード「Dプロジェクト」（監督：山岸謙太郎） - ユズキ政務官 役
  - トウドウ編・ツチヤ警部編（2016年8月）
  - UDA編・ヒグチ君編（2017年2月）
  - オザワ総理編（2017年8月）
- 短編「記念日」（監督：室田晋） - 主演 ※JAC AWARD 2017ディレクター部門＜山本真也賞＞受賞
- 劇団6番シード×ProjectYamaken「ディープロジック」（2020年1月、監督：山岸謙太郎） - ユズキ政務官 役
- 短編「restart」（監督：室田晋 ㈱AOI Pro.）

※JAC AWARD 2019 ディレクター部門　】早川和良賞 受賞
- 「ロボット修理人のAi（愛）」（2021年）- 洋子役

### CM
- 城西短期大学 TV-CM（テレビ埼玉）
- コスモ石油セルフスタンド インフォマーシャル
- スクウェア・エニックスドラゴンクエストIX 星空の守り人 TVCM
- CASIO 新機種EXILIMケータイ
- ジェームス TVCM
- TOYOTA Passo web CM
- リゾン 和光パークサイド 住宅物件CM
- SUNTORY伊右衛門 伊右衛門 冬篇TVCM
- ダノンジャパン OIKOS ヨーグルト CM
- 日本証券業協会〜しょう君の今日からスタート！資産運用と証券投資〜 1話〜4話
- THEO〜お金のデザイン〜 広告
- NTT東日本「地域の会社を全力サポート」セキュリティ対策篇（2017年10月）[7]
- justウォータースタンド WATERSTAND
- Panasonic Wおどり炊きVSX8シリーズTVCM 「福井・宮城」篇
- センチュリー21・ジャパン ブランドビジョンムービー「MISSION」
- LION バファリンプレミアム 「TIME IN A BOX 早く効く、だけじゃない。」篇
- 崎陽軒「美味さ長持ちシリーズ」
- NEC VersaPro
- IKEA 「フォークソング ヴィンドゥム」篇
- 花王「きれいをつくるecoスタイル 人と環境を思いやる」
- 日立HITACHIしろくまくんエアコン

### PV
- 堂島孝平「いとしのフリージア-Freesia on MY Mind-」
- 神様、僕は気づいてしまった「私の命を抉ってみせて」
- Mrs GREENAPPLE「ロマンチシズム」

### 舞台
- 「魔女伝説」（2007年、東京芸術劇場）
- フェアリーフェスタプロデュース「フライングパイレーツ〜ネバーランド漂流記[8]」（2010年4月8日 - 11日、銀座みゆき館） - 熊本舞子 役
- amipro「EVE -歴史の傍観者-」（2010年12月22日 - 26日、中野ザ・ポケット） - 桃園ハルカ 役
- 劇団夜想会「俺は君のためにこそ死にいく」原作 石原慎太朗 脚本演出 野伏翔（2011年4月12日 - 17日、紀伊国屋ホール） - 鳥濱美阿子 役
- アリスインプロジェクト「アリスインクロノパラドックス[9][10]」（2012年5月5日、池袋・シアターグリーン BOX in BOX THEATER） - 日替わりゲスト 辻堂歩 役
- SEP「ポチッとな。-Switching OnSummer-」 - 水島真知子 役
  - 横浜公演（2011年8月6日 - 14日、相鉄本多劇場）
  - 前橋公演（2011年9月2日、3日、ベイシア文化ホール）

ADKアーツ•こちらスーパーうさぎ帝国
- 劇団6番シード「ギブミーテンエン-昭和29年のクリスマス」（2012年6月13日 - 17日、池袋・シアターKASSAI） - リン 役
- SEP「ポチッとな。-Switching On Summer-」（再演） - 水島真知子役
  - 東京公演（2012年7月4日 - 8日、俳優座劇場）
  - 横浜公演（2012年7月14日 - 16日、相鉄本多劇場）
- ASSH「世界は僕のCUBEで造られる」（2012年11月20日 - 26日、吉祥寺シアター） - 良識のキューブ シヴァ 役
- はっぴぃはっぴぃどりーみんぐvol.1「COMIC☆ACTORS」（2013年1月11日 - 13日、武蔵野芸能劇場）
  - 朗読劇「たったひとりの存在のキミへ」 - ヒロイン 陽菜 役
- 野伏翔プロジェクト「楽屋」

（脚本：清水邦夫 / 演出：野伏翔（夜想会） / 2013年7月5日 - 9日、銀座みゆき館） - 女優B役
出演:川上麻衣子・くじら・柚月美穂・辺見のりこ
- M ACT CREW「Midnight Traveller」（2013年10月12日 - 20日、築地ブディストホール） - ヒロイン あおい 役
- 劇団6番シード「Dear Friends」（2013年12月2日、3日、中野・劇場MOMO） - 日替わりゲスト キャラメル 役
- 劇団6番シード×バンタムクラスステージ「夏のショートストーリーズ」（2014年8月20日 - 31日、池袋・シアターKASSAI）
  - Dコース「サザンクロスの咲く丘-ギブミーテンエンanother story-」 - 主演 リン 役
- タンバリンプロデュース「マジカル・リバース・ワールド」（2015年3月4日 - 8日、西新宿・新宿村LIVE） - デエカ・カエデ 役
- 劇団6番シード二人芝居「ふたりカオス」（2015年9月24日 - 10月5日、池袋・シアターKASSAI）
  - 第一話「ウエディングプラン」 - 峰岸愛子 役
  - 第五話「ラストゴング」 - 伊草 役
- KENプロデュース×まつだ壱岱「ある苅屋くんの人生」（2016年1月23日 - 25日、北沢タウンホール） - 沢渡リナ 役
- 劇団たいしゅう小説家Present`s 道徳コメディ！「カンタンには死にたくない！（仮）」（2016年2月24日 - 28日、大塚・萬劇場） - 高田のぞみ 役
- 板尾創路×増本庄一郎「THE BAMBI SHOW[11]」（2016年7月6日 - 10日、新宿村LIVE）
- 女々Presen`s「エグ女3-EGUJYO-」（2017年2月28日 - 3月5日、学芸大学・千本桜ホール） - シングルキャスト Aチーム：晶子 役 / Bチーム：真実 役
- 劇団時間制作 第十四回公演 「普通」（2017年6月28日 - 7月9日、新宿・サンモールスタジオ） - Aチーム 主演 高木貴子 役

### ラジオ
- 志村けんのFIRST STAGE〜はじめの一歩〜（JFN系列）
- SUPER FESTIVAL（InterFM） - レギュラー
- おしゃべりやってまーす（K'z Station）
- ASIAN美少女FILE　アイドルランキン（USENラジオ）
- 笑福亭鶴光のオールナイトニッポンDX（ニッポン放送）
- 銀河に吠えろ!宇宙GメンTAKUYA（ニッポン放送）
- アイガク（レインボータウンFM）
- 岡村洋一のシネマストリート（かわさきエフエム）
- 走れ!歌謡曲（文化放送） - 金曜日レギュラーパーソナリティ
- Weekend Paradise （レディオ湘南） - レギュラーパーソナリティ
- くにまるジャパン（文化放送）
- With you（bayfm） - 木曜レギュラーコーナー
- midday magic！-333Thu.from TOKYO TOWER（InterFM） - DJ
- ゆるすべり（レインボータウンFM）
- 名塚佳織のかもさん學園（インターネットラジオステーション音泉）

### 雑誌
- アームズマガジン（ホビージャパン）
- ギャンブル宝殿 （キューブリック）
- サラブレ（エンターブレイン）
- ZENKAI（KKベストセラーズ）
- エンタテインメントDash（晋遊舎）
- EXciter（メディアクライス）
- ゆほびか（マキノ出版）
- ファミ通WaveDVD（エンターブレイン）
- Gザテレビジョン（角川マガジンズ）
- Quick Japan（太田出版）
- スコラ
- ヤングチャンピオン（秋田書店）
- 月刊カメラマン
- アサヒ芸能（徳間書店）
- bejean
- ラジオライフ（三才ブックス）
- 問題小説（徳間書店）表紙
- フォトテクニックデジタル（玄光社）
- SOFTDARTS BAIBL（三栄書房）

### その他
- プリーバ（2006年10月26日 - 12月7日） - 初代プリーバガール、イメージガール
- R25式モバイル「女神の挑戦状」
- 「第一興商/グラカラ」イメージガール
- 女をオトす恋愛心理学（Bee TV）
- ZAKZAK ZAK THE QUEEN 2010 finalstage
- ヤングチャンピオンヤングチャンピオン撮影会クイーン 第一回 グランプリ
- ドラゴンクエストX モーションアクター

## リリース作品

### DVD
- yuzu気分（2007年3月1日、スマイルメーカー）
- NEW KISS（2008年3月28日、スパイスビジュアル）
- Sweet Life（2008年8月20日、ラインコミュニケーションズ）
- ゆずなキモチ（2008年11月25日、アウトビジョン）
- 柚艶（ゆずいろ）（2010年4月30日、スパイスビジュアル）[12]
- 密着ルージュ（2011年3月25日、イーネットフロンティア）[13]
- 笑福亭鶴光のオールナイトニッポンDVD DELUXE　鶴光でおまっ
- 橋本京明DVDシリーズ第2巻「橋本京明が迫る!!〜実録　霊に憑かれた人々」

### カレンダー
- 走れ歌謡曲カレンダー2012、2013

### その他
- パチンコメーカーニューギン
- CR楽園むすめ